# Werg

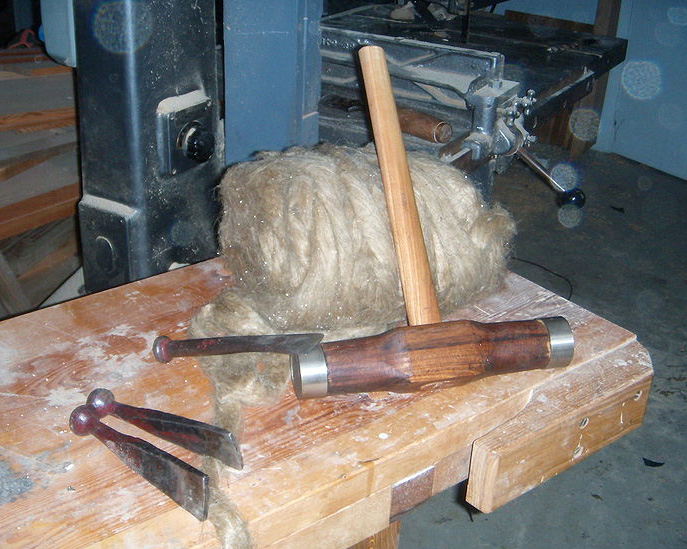
Kalfaterwerkzeuge (Hammer und Eisen) und Werg

Das Werg, als Arbeitsstoff auch Werch, Abwerch, Werrig, Hede oder der Kauder genannt, ist eine niedere Faserqualität, die beim Schwingen, Ribben und Hecheln (Reinigen) von Bastfasern wie Leinen, Hanf oder Jute als Abfall bei der Arbeit (beim „Werk“) anfällt. Es kann zum Teil auch aus kurzen und groben Faserstücken sowie aus Fasern in Wirrlage bestehen und durch Schmutz und Schäben verunreinigt sein. Es ist ein Nebenprodukt der Langfaserproduktion.

## Eigenschaften
Flachswerg besteht zu 70 bis 95 % aus etwa 100 bis 500 Millimeter langen Faserstücken sowie Anteilen an Staub und Schäben, bei Hanfwerg variiert die Länge zwischen 10 und 500 mm, bei bis zu 98 % Faseranteil. Die Wärmeleitfähigkeit von Flachswerg als Dämmstoff liegt ähnlich wie bei herkömmlichen Dämmstoffen bei rund 0,040 W/(m·K).

## Verwendung

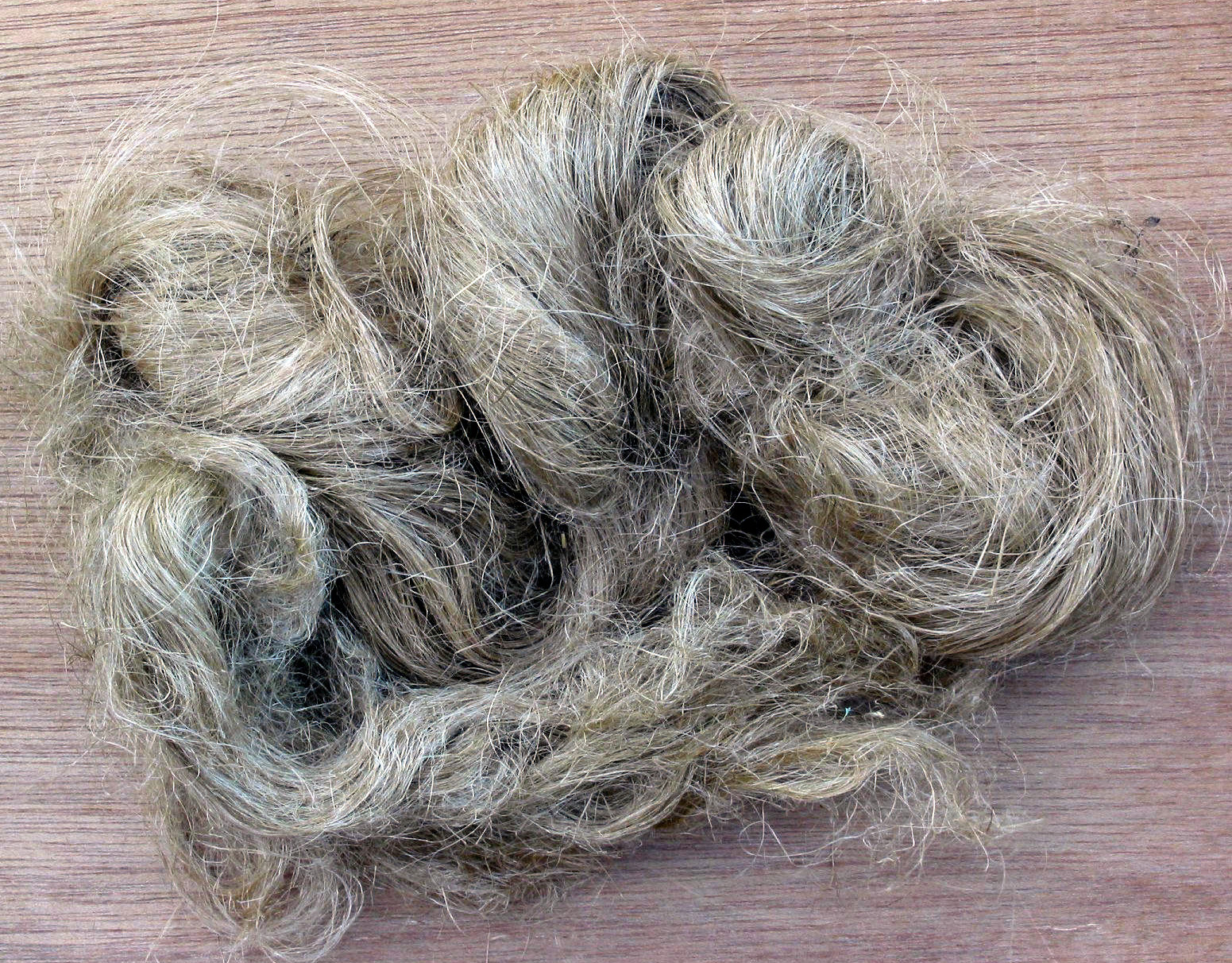
Hanffasern

Das Werg wird für die spätere Verarbeitung gereinigt, verfeinert und parallelisiert. Es kann danach in Trocken- und Nassspinnverfahren zu Garnen (Werggarn, engl. tow yarn) und Schnüren versponnen oder unversponnen verwendet werden (z. B. als Dicht- oder Füllstoff, in der Papierindustrie oder für Vliesstoffe).
Vor allem historisch relevant ist die Anwendung von Hanfwerg gemeinsam mit Holzteer, Pech oder Gummi beim Kalfatern zum Abdichten der Fugen zwischen hölzernen Schiffsplanken. Im Mittelalter wurde Werg als Grundstoff für Brandgeschosse verwendet, wie z. B. die Falarika. Hierzu wurde es mit Pech, Schwefel oder Naturharz vermischt und vor dem Fortschleudern in Brand gesetzt.
In der Sanitärtechnik wird neben dem modernen Teflonband nach wie vor Flachs- oder Hanfwerg verwendet, um durch das Auffüllen der Gewindespalten Wasser- und Heizungsrohre abzudichten. Bei Flüssigkeitseinwirkung quillt die Faser auf, die Quellung unterstützt nachträglich die Dichtwirkung. Soll das Rohr nahe der Verschraubung geschweißt oder gelötet werden, bietet Hanf eine hohe Temperaturstabilität, die mit Teflonband nicht erreicht werden kann. Das Zurückschrauben, um z. B. Rohrwinkel genau auszurichten, ist nur mit Hanfdichtungen möglich. Siehe auch: Dichtmaterial#Dichtungshanf
Ebenso wie Kurzfasern kann Werg als minderwertigere Faserfraktion in der Produktion von technischen Textilien und Zellstoff verwendet werden.

## Symbolische Verwendung
Durch die Eigenschaft, schnell zu feiner Asche zu verbrennen, wurde Werg oft als Symbol für Vergänglichkeit verwendet, unter anderem in der Bibel. Im frühen Mittelalter kam im Byzantinischen Reich die Tradition auf, mit dem Verbrennen von Werg bei der Krönung von Machthabern auf die Vergänglichkeit ihrer Macht hinzuweisen. Das zu feiner Asche verbrennende Büschel Werg sollte dabei symbolisieren, was der Kaiser hat (quod habet). Vermutlich zwischen 1064 und 1140 wurde diese Tradition für die päpstliche Amtseinführung übernommen. Bis heute wird mit dem weißen Rauch von verbranntem Werg nicht nur der wartenden Menge auf dem Petersplatz die erfolgte Papstwahl angezeigt, sondern auch auf die Vergänglichkeit der Macht verwiesen. Bei dem alten Krönungsritual (welches seit 1963 von den Päpsten auf eigenen Wunsch ausgelassen wird), wurde zum symbolischen Verbrennen von Werg die dreimalige Formel gesprochen „Sancte Pater, sic transit gloria mundi“ (Heiliger Vater, so vergeht der Ruhm der Welt.).